# Ilex subrotundifolia
Ilex subrotundifolia är en järneksväxtart som beskrevs av Julian Alfred Steyermark. Ilex subrotundifolia ingår i släktet järnekar, och familjen järneksväxter. Inga underarter finns listade i Catalogue of Life.